# 馮應榴

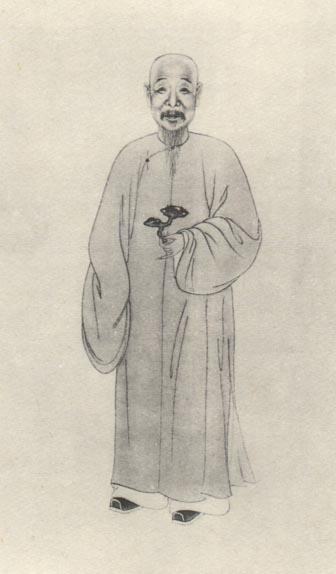
《清代学者象传》第一集之馮應榴像

馮應榴（1741年—1801年），字詒會，一字星實，號踵息居士。浙江桐鄉人。
馮浩長子。生於清高宗乾隆六年（1741年），乾隆二十六年（1761年）進士，授內閣中書。累充山東鄉試正考官，官至鴻臚寺卿。好蘇軾作品，請人繪《夢蘇圖》，因蘇軾詩注，疏舛頗多，取王梅溪、施補之、查初白諸本，合為《蘇詩合注》。錢大昕稱他兼有王施查三家之長。清仁宗嘉慶六年（1801年）卒。著有《踵息齋集》、《學語稿》。